# Église Saint-Joachim de Pointe-Claire
L'église Saint-Joachim est une église catholique que l'on retrouve dans la municipalité de Pointe-Claire à l'ouest de l'île de Montréal.  Elle est située au 2 rue Ste-Anne, aux abords du lac Saint-Louis.

## Historique

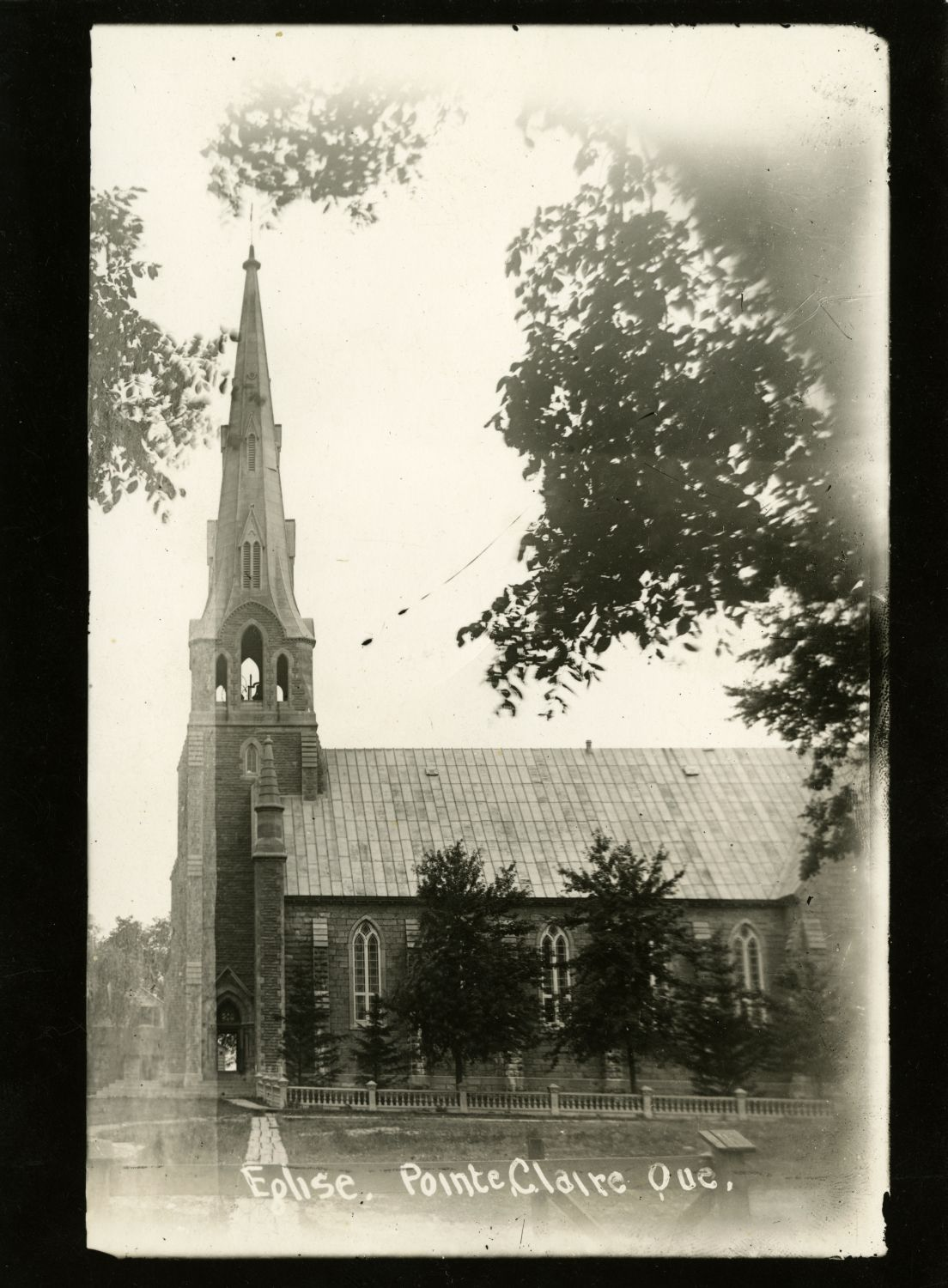
L'église en 1900

La première église de Pointe-Claire a été construite en 1713. C’était une église en pierre, mais devenue vétuste, elle fut remplacée en 1746. En 1848, soit environ cent ans plus tard, on en propose une nouvelle. Elle est érigée selon les plans de l’architecte Victor Bourgeau en 1858. De nombreux délais reportent ensuite le début des travaux en 1868. 
La décoration intérieure de cette église a été terminée vers le début de 1881, mais la même année, le 17 avril 1881, un incendie détruit l’ancienne église. Le feu se propage ensuite à la nouvelle église qui, elle aussi, est détruite.
La construction d’une réplique est entreprise la même année, avec la même équipe. Le chantier se termine en 1885. 
Le projet de 1858 suit de quelques années la construction de l’église Saint-Pierre-Apôtre de Montréal qui avait fait découvrir l’architecte Victor Bourgeau. Le projet actuel est réalisé, alors qu’il termine le décor intérieur de la basilique Notre-Dame de Montréal.
L’édifice en pierre grise est de style néo-gothique caractérisé par la verticalité des lignes. On y perçoit une ordonnance parfaitement symétrique. Aussi, le clocher représente une étape importante dans le style de Victor Bourgeau parce que de volume plus léger que ses œuvres antérieures.  
Toutes les fenêtres, la niche et le portail sont de forme ogivale. Les encadrements et les ornements sont en pierre de taille bouchardée. Dans la niche centrale trône saint Joachim, une sculpture installée en 1935.
L’intérieur, qui a résisté aux assauts du modernisme, est une œuvre de François Archambault fort représentative de son époque. Le décor sculpté comprend des motifs de redents, quatre-feuilles, perles, trifoliés, pinacles, colonnettes, et pendentifs qui animent les surfaces. Il a été restauré en 1963-1964, puis en 1987.

## Source
- André Croteau, Les belles églises du Québec - Montréal, Édition du trécarré, 1996, p. 84-87
- Fiche de l'église Saint-Joachim
- Pointe-Claire : Église Saint-Joachim